# Histoire des fils de Louis le Pieux

L'Histoire des fils de Louis le Pieux est une œuvre historique de Nithard, petit-fils de Charlemagne.
C'est un témoignage exceptionnel sur le règne de Louis le Pieux (778-840, règne de 814 à 840) et sur les disputes entre ses fils, qui ont conduit au Traité de Verdun en 843.
L'ouvrage a été édité et traduit par Philippe Lauer en 1926. La traduction a été mise à jour par Sophie Glansdorff pour l'édition de 2012.